# La Taverne de l'enfer
Pour plus de détails, voir Fiche technique et Distribution.
La Taverne de l'enfer (Paradise Alley) est un film américain réalisé par Sylvester Stallone, sorti en 1978. Il s'agit du premier long métrage réalisé par l'acteur, qui signe également le scénario.

## Synopsis
New York en 1946, dans le quartier pauvre de Hell's Kitchen à Manhattan. Les trois frères Carboni vivent dans ce quartier, où règnent la misère et la violence.
Victor, un garçon un peu simple et livreur de glace, est poussé par ses frères (surtout Cosmo) à quitter son boulot pour se lancer dans la lutte. Les trois frères se mettent à fréquenter le « Paradise Alley », un club privé malfamé, où chaque soir ont lieu des combats de catch autour desquels s'agitent des parieurs.

## Fiche technique
Sauf indication contraire, les informations mentionnées dans cette section peuvent être confirmées par la base de données cinématographiques IMDb,  présente dans la section « Liens externes ».
- Titre original : Paradise Alley
- Titre français : La Taverne de l'enfer
- Réalisation et scénario : Sylvester Stallone
- Musique : Bill Conti
- Direction artistique : Deborah Beaudet
- Décors : John W. Corso
- Costumes : Sandy Berke Jordan et Lambert Marks
- Photographie : László Kovács
- Montage : Eve Newman
- Producteurs : John F. Roach et Ronald A. Suppa

Producteur délégué : Edward R. Pressman
Producteur associé : Arthur Chobanian
- Société de production : Force Ten Productions Inc.
- Société de distribution : Universal Pictures
- Genre : drame sportif et historique
- Budget : 6 000 000 $[2]
- Durée : 107 minutes
- Dates de sortie[3] : 
  - États-Unis : 22 septembre 1978
  - France : 16 mai 1979[4]

## Distribution
- Sylvester Stallone (VF : Alain Dorval) : Cosmo Carboni
- Lee Canalito (VF : Hervé Bellon) : Victor Carboni
- Armand Assante (VF : Jacques Bernard) : Lenny Carboni
- Frank McRae (VF : Gérard Essomba) : Big Glory
- Anne Archer (VF : Béatrice Delfe) : Annie
- Kevin Conway (VF : Guy Piérauld) : Stitch
- Joe Spinell (VF : Francis Lax) : Burp
- Terry Funk (VF : Pierre Garin) : Frankie« « the Thumper » (« Franckie la Tabasse » en VF)
- Joyce Ingalls (VF : Évelyne Séléna) : Bunchie
- Aimée Eccles (VF : Jocelyne Darche) : Susan Chow
- Paul Mace (VF : Paul Bisciglia) : Rat
- Frank Stallone : un chanteur

## Production

### Genèse et développement
Sylvester Stallone écrit l'intrigue du film avant même de développer le scénario de Rocky (1976). Il souhaite initialement le publier sous la forme d'un roman intitulé Hell's Kitchen. À la suite du succès de Rocky, il parvient à développer ce nouveau projet, bien qu'il doive transformer les personnages principaux, initialement Afro-Américains, en Italo-Américains pour faciliter le financement du film.

### Attribution des rôles
À l'origine, Sylvester Stallone souhaite Al Pacino pour incarner Lenny Carboni. Le rôle revient finalement à Armand Assante, qui avait déjà croisé Stallone dans Les Mains dans les poches (1974). Les deux acteurs se retrouveront plus tard dans Judge Dredd (1995).
Plusieurs catcheurs apparaissent dans le film : Ted DiBiase, Tonga Fifita, Dory Funk, Jr., Terry Funk, Dick Murdoch, etc..

### Tournage
Le tournage s'est déroulé à New York, du 25 novembre 1977 au 11 février 1978.

## Accueil

### Critique
La Taverne de l'enfer reçoit un accueil critique plutôt négatif à sa sortie. Sur le site agrégateur de critiques Rotten Tomatoes, le film obtient un score de 40 % d'opinions favorables, sur la base de 5 critiques collectées et une note moyenne de 4/10. Sur Metacritic, il obtient une note moyenne pondérée de 53 sur 100, sur la base de 8 critiques collectées ; le consensus du site indique : « Avis mitigés ou moyens ».

### Box-office
Le film ne rencontre pas non plus un immense succès au box-office, récoltant une recette totale de 7 185 518 $ sur le territoire américain. En France, il totalise 475 283 entrées en salles.